# Arturo Fernández Rodríguez
Arturo Fernández Rodríguez (Gijón, 21 febbraio 1929 – Madrid, 4 luglio 2019) è stato un attore spagnolo.

## Filmografia parziale

### Cinema
- La patrulla, regia di Pedro Lazaga (1954)
- Las chicas de la Cruz Roja, regia di Rafael J. Salvia (1958)
- L'ultimo attacco (La fiel infantería), regia di Pedro Lazaga (1960)
- Il boia aspetterà (Fuga desesperada), regia di José Antonio de la Loma e Robert Vernay (1961)
- Agente Ted Ross, rapporto segreto (El salario del crimen), regia di Julio Buchs (1964)
- Prigionieri dell'orrore (El sonido de la muerte), regia di José Antonio Nieves Conde (1966)
- Vedove inconsolabili in cerca di... distrazioni, regia di Bruno Gaburro (1968)
- La tonta del bote, regia di Juan de Orduña (1970)
- Metti le donne altrui ne lo mio letto... (Cuando los maridos se iban a la guerra), regia di Ramón Fernández (1976)
- Il buio intorno a Monica (La muerte ronda a Mónica), regia di Ramón Fernández (1977)
- El crack dos, regia di José Luis Garci (1983)
- Truhanes, regia di Miguel Hermoso (1983)
- Desde que amanece apetece, regia di Antonio del Real (2005)

### Televisione
- Truhanes - serie TV, 26 episodi (1993-1994)
- La casa de los líos - serie TV, 142 episodi (1996-2000)
- Como el perro y el gato - serie TV, 4 episodi (2007)

## Premi
- Medallas del Círculo de Escritores Cinematográficos
  - 1984: "Mejor actor" (Truhanes)
  - 2015: "Premio alla carriera"
- Fotogramas de Plata
  - 1963: "Mejor intérprete de cine español" (Los cuervos)
- National Syndicate of Spectacle
  - 1961: "Best Male Star" (La viudita naviera)
  - 1968: "Best Male Star" (¡Cómo sois las mujeres!)
- TP de Oro
  - 1999: "Mejor actor" (La casa de los líos)
  - 2000: "Mejor actor" (La casa de los líos)